# Trifolium bocconei
Trifolium bocconei är en ärtväxtart som beskrevs av Gaetano Savi. Trifolium bocconei ingår i släktet klövrar, och familjen ärtväxter. Inga underarter finns listade i Catalogue of Life.

## Bildgalleri

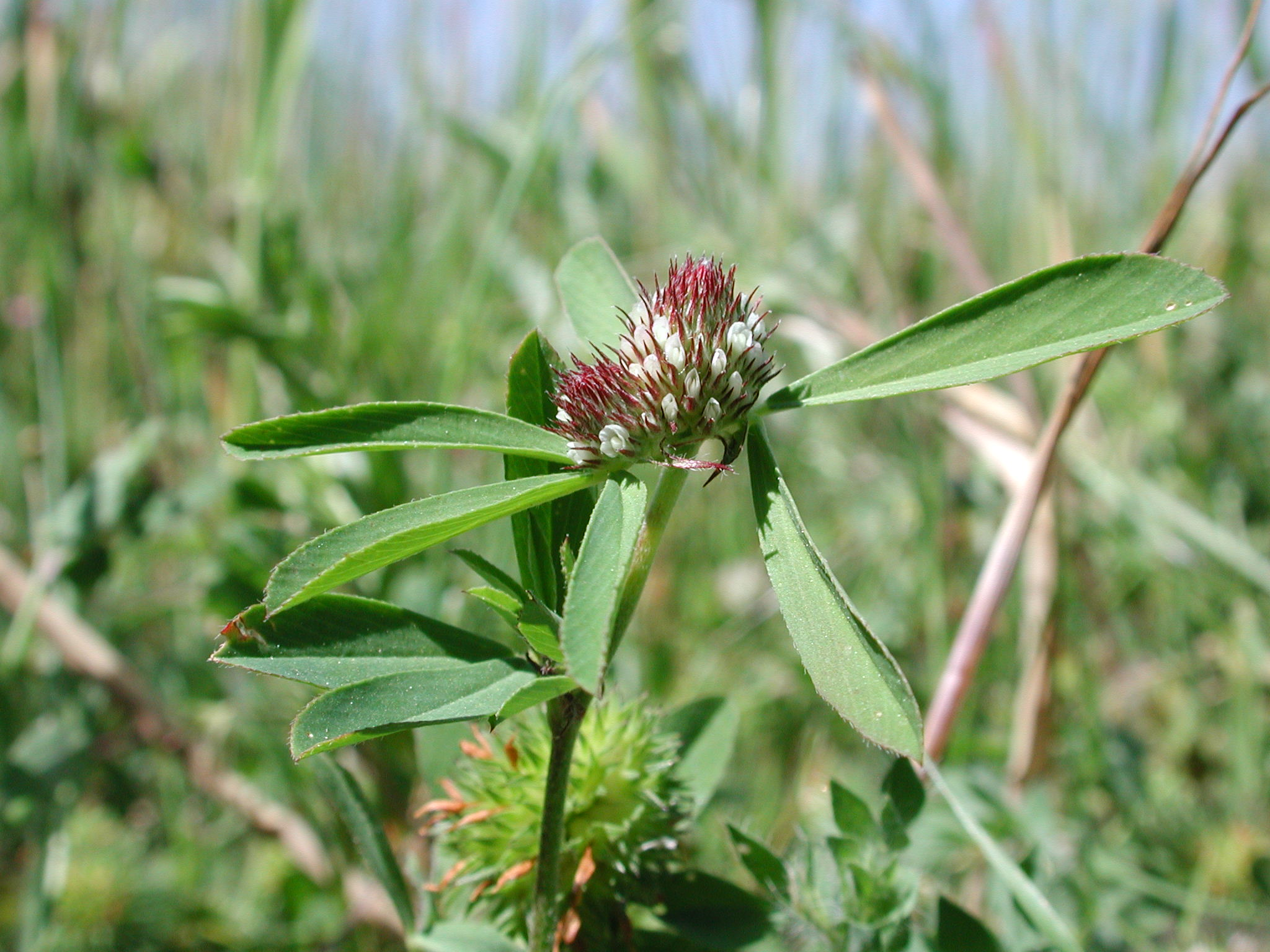
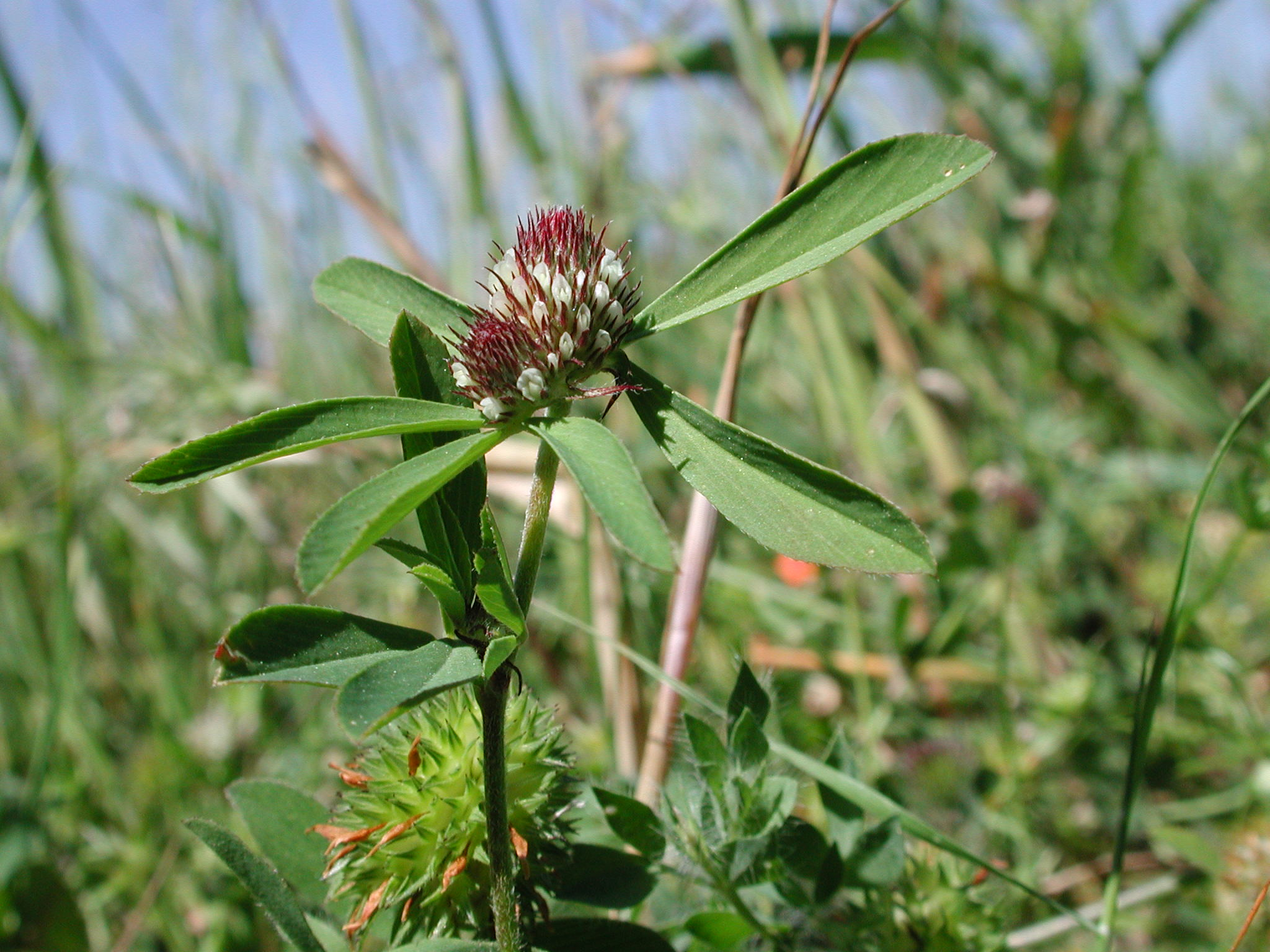
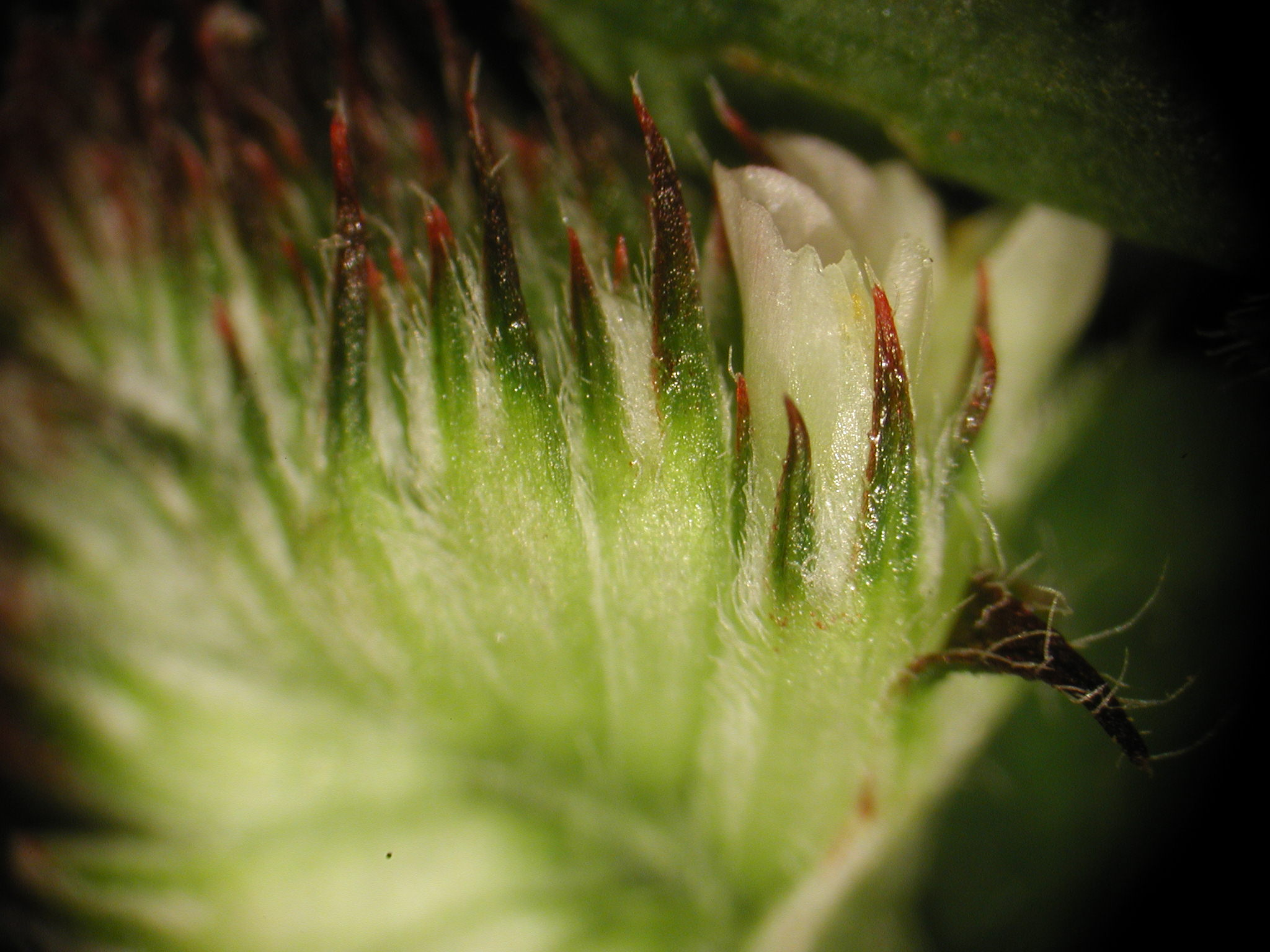
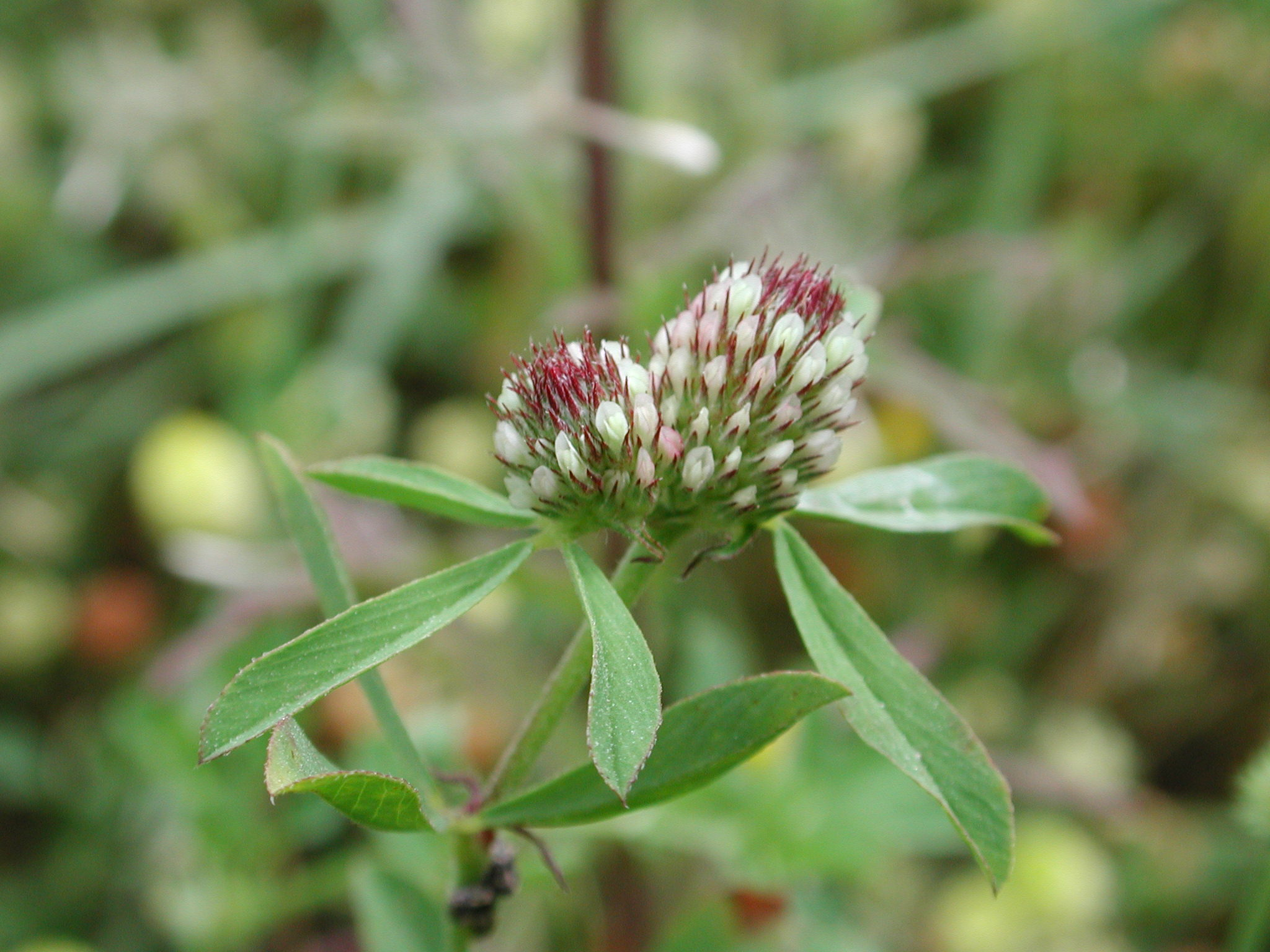